# Mittelhonschaft (Haan)
Die Mittelste Honschaft Haan war im Mittelalter und der Neuzeit eine Honschaft  im Kirchspiel Haan im bergischen Amt Solingen.
Zu der Honschaft gehörten die Höfe und Wohnplätze:
| - Ailter (auch am Eiter, Älter), - Bastianskotten, - Bachtenkirchen (auch hinter der Kirchen), - Bech (auch Becherhäusgen, Becher Irlen), - Bellekuhl (auch Bellenkauhlen, auf der Kuhlen), - Bollenberg, - Bollenheide (auch Bollenheydt), - Butzhaus, - Dieckerfeld, - Dom (auch Dohm, Doem, Duhm, Dumb, Thumb), - Dörken (auch Dorken, Thörchen), - Eich (auch an der Eick, Eyck), - Ernenkotten, - Faßbänder, - Falder (auch Valder, Faldor, Valdor, Valldor), - Frankenberg, - Gülcher (auch Gülchers, Gulicher, Guyigers, Guligers), - Häuschen (auch Häusgen), - Heege (auch Hege, Hegg, Hecken), - Heggelchen (auch Heggelgen, Hächeltgen), - Heidberg (auch Heydtberg, Heyberg, Oberster Heidberg= Kratzheidtberg), | - Heidberger Mühle (zu Kratzheidtberg gehörig), - Holthausen (auch Holthauß, Holthusen, Oben-Holthausen= Rauen Holthauß), - Hugenpoth (auch Hogenpoth, Hogenpott, Hoegenpoet, Hougenpoet), - Irdelen (auch Irlen), - Kamp (auch Camp, Berenkamp), - Am Kirchhof, - Kneteisen (auch Knetiser, Knediser, Knedtyser, Knedteiser), - In der Krone, - An der Linde, - Nachbarsberg (auch Nabersberg, Bergmannsberg, Berg, Drießberg, Vogtsberg), - Nussbaum, - Zur Porten (auch Portzgen), - Aufm Sand (auch Leveringssandt, Leveringssang, Lieveringssang, Lieferingßsang), - Schmachtenberg (auch Schmeitenberch), - In der Schmitten, - Im Schwanen, - In der Sonne, - An der Straßen (auch up der Straßen, Manerts Straßen), - Überfeld (auch Üverfeldt, Oeverfeldt), - Wiedenhof, - Zwengenberg (auch Zwingenberg, Twengenbergh, Thwinnenberg). |